# Seznam enot nepremične kulturne dediščine v Občini Lenart
Seznam enot nepremične kulturne dediščine v Občini Lenart.

## Seznam
| Slika | Ime                                      | Evidenčna številka | Kraj             | Leto razglasitve | Vrsta spomenika  | Tip spomenika              | Časovna uvrstitev         | Opis |
| ----- | ---------------------------------------- | ------------------ | ---------------- | ---------------- | ---------------- | -------------------------- | ------------------------- | --- |
|       | Poličeva kapela                          | 22040              | Črmljenšak       |                  |                  | sakralna stavbna dediščina | začetek 20. stoletja      | Kapelica Lurške Matere božje iz 1919 ima trikotno čelo in na vsaki strani po dvoje šilastih oken. V notranjosti je Marijin kip. Kapela stoji ob hiši Črmljenšak št. 46.                                                                                    |
|       | Poštrakova kapela                        | 22041              | Črmljenšak       |                  |                  | sakralna stavbna dediščina | konec 19. stoletja        | Neogotska kapelica zaprtega tipa iz druge polovice 19. stoletja ima profiliran podstrešni venec. Zgrajena je bila zaradi čudežne ozdravitve lastnika zemljišča, na katerem stoji. Kapela stoji ob hiši Črmljenšak št. 44.                                  |
|       | Spominska plošča na hiši Črmljenšak 33   | 7126               | Črmljenšak       | 1992.            | lokalnega pomena | memorialna dediščina       | sredina 20. stoletja      | Na domačiji Alojza Muršeca je vzidana spominska plošča. Zaradi sodelovanja s partizani so gestapovci Muršeca obesili, domačijo pa zažgali (april 1945). Hiša stoji v Črmljenšaku št. 33.                                                                   |
|       | Potrčeva kapela                          | 2843               | Dolge Njive      |                  |                  | sakralna stavbna dediščina | začetek 20. stoletja      | Zaprta kapelica z začetka 20. stoletja ima ob strani po dvoje šilastih oken. V notranjosti je kip Marije. |
|       | Kužno znamenje                           | 1074               | Gradenšak        | 1992             | lokalnega pomena | sakralna stavbna dediščina | začetek 18. stoletja      | Kužno znamenje na kvadratnem podstavku je iz leta 1710-1712, ko je zadnjič divjala kuga. V nišah so freske s podobami svetnikov. Proti vrhu se znamenje zožuje in je neprimerno krito. Kužno znamenje stoji ob hiši Gradenšak št. 9.                       |
|       | Domačija Hrastovec 3                     | 1088               | Hrastovec        | 1992             | lokalnega pomena | profana stavbna dediščina  | 16. stoletje              | Visokopritlična hiša s strmo opečno streho in iz kamna zidano banjastoobokano klet. Kamnit kletni portal je opremljen s Herberstainovim grbom. Domačija stoji v Hrastovcu št. 3.                                                                           |
|       | Gomili v Grajskem gozdu                  | 1063               | Hrastovec        | 1992             | lokalnega pomena | arheološka dediščina       | rimska doba               | Delno poškodovana gomila z višino 0,7 m in s premerom 9 m ter manjša gomila z višino 0,4 m in s premerom 6 m. Gomili sta časovno neopredeljeni. |
|       | Grad Hrastovec                           | 176                | Hrastovec        | 1992             | lokalnega pomena | profana stavbna dediščina  | začetek 13. stoletja      | Srednjeveški, renesančno utrjeni grad na razgledni legi, prezidan v udobno bivališče z baročnimi poudarki. V gradu je poslikana baročna kapela. |
|       | Marijina kapela                          | 16072              | Hrastovec        |                  |                  | sakralna stavbna dediščina | začetek 20. stoletja      | Marijina kapelica iz okoli 1900 ima trikotno čelo in neoklasicistično profilacijo. Zaprta z vrati. |
|       | Rimskodobni gomili                       | 1030               | Hrastovec        | 1992             | lokalnega pomena | arheološka dediščina       | rimska doba               | Rimskodobni gomili; večja gomila (višina do 4 m) je poškodovana z jarkom, katerega so izkopali študentje pred 2. svetovno vojno in pri tem naleteli na grobno grobljo in različne črepinje.                                                                |
|       | Rimskodobno gomilno grobišče             | 1036               | Hrastovec        | 1992             | lokalnega pomena | arheološka dediščina       | rimska doba               | Skupina 17-tih, delno uničenih rimskodobnih gomil z višinami od 0,7 do 1,7 m in s premeri od 6,5 do 11 m. V štirih gomilah so odkriti žgani grobovi s kamnitimi kupolami (grobni pridatki so iz 2. in 3. stol.).                                           |
|       | Cerkev sv. Lenarta                       | 3099               | Lenart           | 1992             | lokalnega pomena | sakralna stavbna dediščina | konec 12. stoletja        | Cerkev sestavljajo enotna poznogotska stavba, dve baročni kapeli, zakristija in gotski kor. |
|       | Domačija Cmureška cesta 32               | 16281              | Lenart           | 1992             | lokalnega pomena | profana stavbna dediščina  | konec 19. stoletja        | Domačijo sestavljajo pritlična hiša in gospodarsko poslopje z opečnimi mrežami. Poleg stojita studenec in leseno kegljišče. Stavbe so iz druge polovice 19. stol. in prve polovice 20. stol. Hiša je v osnovi starejša.                                    |
|       | Hiša Jurovska 1                          | 7103               | Lenart           | 1992             | lokalnega pomena | profana stavbna dediščina  | konec 19. stoletja        | Hiša ima ulični pročelji s sedmimi in štirimi osmi in dve etaži. V srednji osi je kamnit portal z letnico 1831. Vratnice so originalne, bidermajerske. Členitev fasade je bidermajerska.                                                                   |
|       | Hiša Jurovska 3                          | 7104               | Lenart           | 1992             | lokalnega pomena | profana stavbna dediščina  | konec 19. stoletja        | Nadstropno zgradbo pokriva dvokapnica. Stavba je nastala po letu 1850. |
|       | Hiša Mariborska 1                        | 7105               | Lenart           | 1992             | lokalnega pomena | profana stavbna dediščina  | konec 17. stoletja        | Pritlična zgradba je iz 17. stoletja. V sredini hiše je kamnit portal, v katerem je na les naslikan grb grofa Herbersteina. Na oknih so baročne mreže. V hiši je med letoma 1626 in 1910 deloval špital.                                                   |
|       | Hiša Ptujska 10                          | 7107               | Lenart           | 1992             | lokalnega pomena | profana stavbna dediščina  | začetek 19. stoletja      | Sedemosna pritlična hiša ima dva vhoda, poudarjena s pilastroma. Pokriva jo dvokapnica. Na stranski fasadi je lesena veranda. Stavba je primer trškega snovanja prve polovice 19. stoletja.                                                                |
|       | Hiša Ptujska 13                          | 7108               | Lenart           | 1992             | lokalnega pomena | profana stavbna dediščina  | sredina 19. stoletja      | Sedemosna enonadstropna zgradba ima v četrti okenski osi klasicističen konzolni portal, ki ga obdajata dva para pilastrov. Hiša je kvaliteten izdelek klasicističnega snovanja na podeželju v sredini 19. stol.                                            |
|       | Hiša Ptujska 16                          | 13696              | Lenart           | 1992             | lokalnega pomena | profana stavbna dediščina  | konec 18. stoletja        | Enonadstropna stavba podolžnega tlorisa iz druge polovice 18. stol. je bila 1900 predelana. Zaradi dviga terena deluje stavba s cestne strani kot pritlični objekt z osemosno vhodno fasado. Ohranjen je baročen portal.                                   |
|       | Hiša Ptujska 2                           | 7106               | Lenart           | 1992             | lokalnega pomena | profana stavbna dediščina  | začetek 19. stoletja      | Pritlična klasicistična zgradba iz prve polovice 19. stol. ima izrazit podolžen tloris. Srednji del z vhodom poudarjata kanelirana pilastra, ki nosita preklado v višini podstrešnega venca.                                                               |
|       | Hiša Trg osvoboditve 1                   | 7109               | Lenart           | 1992             | lokalnega pomena | profana stavbna dediščina  | začetek 19. stoletja      | Enonadstropna klasicistična stavba, s petimi osmi glavnega pročelja, ima osrednjo os poudarjeno s timpanonom. Fasado členijo lizene in profilacije okoli oken. Prva polovica 19. stoletja.                                                                 |
|       | Hiša Trg osvoboditve 11                  | 7114               | Lenart           | 1992             | lokalnega pomena | profana stavbna dediščina  | 19. stoletje              | Šestosna enonadstropna trška hiša z dvoramnim stopniščem ob pročelju. Ima tipično preprosto oblikovane fasade skladnih proporcev 19. stoletja. Velika okna so poudarjena z gladkimi obrobami.                                                              |
|       | Hiša Trg osvoboditve 3                   | 7110               | Lenart           | 1992             | lokalnega pomena | profana stavbna dediščina  | začetek 19. stoletja      | Enonadstropna stavba ima glavno fasado členjeno v tipičnem klasicističnem slogu prve polovice 19. stoletja. Glavni vhod, ki je poudarjen s parom pilastrov, je nameščen na krajšo stranico.                                                                |
|       | Hiša Trg osvoboditve 5                   | 7111               | Lenart           | 1992             | lokalnega pomena | profana stavbna dediščina  | konec 17. stoletja        | Visokopritlična baročna zgradba iz 1675. Okna so poudarjena z okensko obrobo, profilirano karniso in polico. Ovalna maltasta polja in konkavni podstrešni venec dodatno členijo fasado.                                                                    |
|       | Hiša Trg osvoboditve 8                   | 7112               | Lenart           | 1992             | lokalnega pomena | profana stavbna dediščina  | začetek 19. stoletja      | Enonadstropna stanovanjska hiša iz leta 1818 ima poznobaročen portal z močno poudarjenima odbijačema. Okna so poudarjena z obrobami in karnisami. Nadstropje je ločeno od pritličja z medetažnim zidcem.                                                   |
|       | Hiša Trg osvoboditve 9                   | 7113               | Lenart           | 1992             | lokalnega pomena | profana stavbna dediščina  | konec 19. stoletja        | Sedemosno nadstropno hišo pokriva dvokapna streha. Rustikalno pritličje je namenjeno trgovskim lokalom. Zgradba je nastala ob koncu 19. stoletja, v historičnem slogu.                                                                                     |
|       | Lorbekova kapela                         | 17323              | Lenart           | 1992             | lokalnega pomena | sakralna stavbna dediščina | začetek 20. stoletja      | Kapelica iz prve polovice 20. stoletja s trikotnim čelom je odprtega tipa. Ima poslikano trikotno čelo in ob straneh poslikavi. V notranjosti je kip Marije z detetom. Kapela stoji na dvorišču Cmureška cesta 34.                                         |
|       | Purgajeva kapela                         | 22042              | Lenart           |                  |                  | sakralna stavbna dediščina | začetek 20. stoletja      | Kapelica iz prve polovice 20. stoletja ima povišano trikotno čelo in ima dekorirane vogale in portal. Kapela stoji pri hiši Jurovska cesta 25. |
|       | Rimskodobna gomila                       | 1481               | Lenart           | 1992             | lokalnega pomena | arheološka dediščina       | rimska doba               | Rimskodobna gomila, razkopana do polovice. |
|       | Rimskodobno gomilno grobišče             | 1480               | Lenart           | 1992             | lokalnega pomena | arheološka dediščina       | rimska doba               | Rimskodobno gomilno grobišče; 15 večinoma že prekopanih gomil z višinami od 0,5 do 2,2 m in s premeri od 6 do 12,5 m. |
|       | Spomenik NOB                             | 7127               | Lenart           | 2016.            | lokalnega pomena | memorialna dediščina       | konec 20. stoletja        | Spomenik je posvečen vsem žrtvam fašističnega nasilja. Avtorica spomenika je Vlasta Zorko. Spomenik so odkrili leta 1976. |
|       | Šola Trg osvoboditve 12                  | 7115               | Lenart           | 1992             | lokalnega pomena | profana stavbna dediščina  | konec 19. stoletja        | Dvonadstropna, osemosna zgradba z rustikalnim pritličjem, je tipičen primer historične neorenesančne arhitekture šol s preloma stoletja. |
|       | Trško naselje                            | 1041               | Lenart           | 1992             | lokalnega pomena | naselbinska dediščina      | konec 12. stoletja        | Jedro naselja je Trg osvoboditve z značilnimi trškimi zgradbami. Okoli župnišča in ob župnijski cerkvi so najpomembnejše hiše razporejene v nizih ob cesti, ki iz Maribora vodi v Radgono, Ptuj in Sv. Jurij.                                              |
|       | Župnišče Trg osvoboditve 13              | 7116               | Lenart           | 1992             | lokalnega pomena | profana stavbna dediščina  | 16. stoletje              | Enonadstropno, stavbo pokriva dvokapnica. Fasada je členjena z vertikalnimi in horizontalnimi lizenami in maltastimi šivanimi robovi. Današnjo podobo je dobila leta 1862, domnevno je iz 16. stol.                                                        |
|       | Rimskodobna gomila Komarnik              | 9908               | Lormanje         | 1992             | lokalnega pomena | arheološka dediščina       | rimska doba               | Nepoškodovana rimskodobna gomila z višino 0,3 m in s premerom 6,5 m. |
|       | Rimskodobno gomilno grobišče Črni les    | 9909               | Lormanje         | 1992             | lokalnega pomena | arheološka dediščina       | rimska doba               | Rimskodobno gomilno grobišče; štiri nepoškodovane gomile z višinami od 0,3 do 0,6 m in s premeri od 9,5 do 14 m. |
|       | Rimskodobno gomilno grobišče Komarnik    | 9910               | Lormanje         | 1992             | lokalnega pomena | arheološka dediščina       | rimska doba               | Nepoškodovani rimskodobni gomili s premeroma 7,5 in 8 m in z višino 0,5 m. |
|       | Spomenik Črni križ                       | 24634              | Lormanje         | 2016             | lokalnega pomena | memorialna dediščina       | začetek 17. stoletja      | Nesrečni Agati je dal Friderik Herberstein leta 1605 domnevno postaviti znamenje Črni križ. Tega so ob koncu 18. stol. obnovili, nato je propadel. Na željo O. Ilaunika so 1936 ponovno postavili betonski spomenik s črnim križem in posvetilom.          |
|       | Villa rustica                            | 1479               | Lormanje         | 1992             | lokalnega pomena | arheološka dediščina       | rimska doba               | Stavbne ostaline (temelji, opeka, tlak) rimskodobne podeželske vile iz 1. stol. in prve polovice 2. stol. |
|       | Znamenje pri hiši Lormanje 8             | 21482              | Lormanje         | 1992             | lokalnega pomena | sakralna stavbna dediščina | začetek 18. stoletja      | Znamenje predstavlja razvojno stopnjo med slopnim znamenjem z nišami in kapelico odprtega tipa. Zaradi te dvojnosti ga datiramo na začetek 18. stoletja.                                                                                                   |
|       | Domačija Močna 7                         | 1089               | Močna            | 1992             | lokalnega pomena | profana stavbna dediščina  | konec 19. stoletja        | Domačijo sestavljajo zidana, pritlična, v celoti podkletena hiša s tradicijo gostilne ter gospodarska poslopja prevotljena z opečnimi mrežami. Stavbe so iz 2. polovice 19. stoletja.                                                                      |
|       | Kapela                                   | 1075               | Močna            | 1992             | lokalnega pomena | sakralna stavbna dediščina | konec 18. stoletja        | Kapelica na pravokotni ploskvi ima na zadnji strani prislonjen baročno oblikovan zvonik. Je zgodnji primer kapelice z zvonikom. Lahko jo datiramo okoli leta 1800.                                                                                         |
|       | Hiša Nadbišec 3                          | 25520              | Nadbišec         |                  |                  | profana stavbna dediščina  | začetek 20. stoletja      | Pritlična podkletena hiša s sedemosno glavno fasado, krita z dvokapno opečno streho, je datirana z letnico 1906 na kamnitem vhodnem portalu. |
|       | Kapela Sv. Jožefa                        | 22045              | Nadbišec         |                  |                  | sakralna stavbna dediščina | začetek 20. stoletja      | Neogotska kapelica sv. Jožefa je iz leta 1923. V notranjosti je sv. Jožef z otrokom. |
|       | Spominska plošča na hiši Nadbišec 10     | 1098               | Nadbišec         |                  |                  | memorialna dediščina       | konec 20. stoletja        | Na hiši Rojkove domačije je spominska plošča, ki obeležuje ustanovitev Okrajnega komiteja KPS in Okrajnega odbora OF Lenart leta 1944. Spominska plošča je bila vzidana leta 1977.                                                                         |
|       | Viničarija Nadbišec 18                   | 479                | Nadbišec         | 1992             | lokalnega pomena | profana stavbna dediščina  | sredina 19. stoletja      | Lesena, ometana, delno podkletena stavba, krita s slamnato streho ima ohranjen bivalni del, prostor s prešo in klet. Del stavbe s hlevom in svinjakom se je porušil. Na kletnem portalu je letnica 1866.                                                   |
|       | Breznikova kapela                        | 22046              | Radehova         |                  |                  | sakralna stavbna dediščina | začetek 19. stoletja      | Kapelica zaprtega tipa z začetka 19. stoletja ima kamnit portal. V trikotnem čelu je prizor sv. Trojice. Ob strani sta upodobitvi sv. Jurija in sv. Frančiška.                                                                                             |
|       | Kapela sv. Marije                        | 1070               | Radehova         | 1992             | lokalnega pomena | sakralna stavbna dediščina | 17. stoletje              | Kapela s triosminskim prezbiterijem in zvonikom iz 17. stoletja so v 19. stol. prizidali večjo neogotsko ladjo. Strehi ladje in prezbiterija sta dvokapnici. Kapela je bila nekdaj protestantska.                                                          |
|       | Rimska gomila                            | 1056               | Radehova         | 1992             | lokalnega pomena | arheološka dediščina       | rimska doba               | Osamljena gomila, visoka 3,2 m in s premerom 22 m, je izropana. Grob je bil v zidani grobnici z obokom. |
|       | Domačija Selce 9                         | 25521              | Selce            |                  |                  | profana stavbna dediščina  | konec 19. stoletja        | Domačijo sestavljajo pritlična podkletena hiša, ki izvira iz druge polovice 19. stoletja ter gospodarska poslopja. Poslopja so krita z opečnimi dvokapnimi strehami.                                                                                       |
|       | Znamenje pri hiši Selce 17               | 1072               | Selce            | 1992             | lokalnega pomena | sakralna stavbna dediščina | začetek 18. stoletja      | Kužno znamenje je bilo postavljeno leta 1710, ob razsajanju kuge. Na slopu postavljena hišica z nišami je pokrita z neprimerno strešico. |
|       | Cerkev sv. Ruperta                       | 3333               | Spodnja Voličina | 1992             | lokalnega pomena | sakralna stavbna dediščina | 14. stoletje              | Enoladijska gotska cerkev s prizidanima baročnima kapelama in zakristijo. Notranjščino ladje pokriva mrežasti obok, kapeli in prezbiterij krasijo baročni oltarji J. Holzingerja (1760-1772).                                                              |
|       | Župnišče Sv. Ruperta                     | 14161              | Spodnja Voličina |                  |                  | sakralna stavbna dediščina | srednji vek, 18. stoletje | Nadstropno župnišče ima na vhodni fasadi (proti cerkvi) dvoramno baročno stopnišče. V 18. stoletju povečano in povišano župnišče je v osnovi iz obdobja gotike.                                                                                            |
|       | Hiša Spodnja Voličina 118                | 24996              | Spodnja Voličina |                  |                  | profana stavbna dediščina  | konec 19. stoletja        | Pritlična podkletena hiša, ki izvira iz druge polovice 19. stoletja, s sedemosno glavno fasado in poudarjenim stebriščnim vhodnim rizalitom je krita z dvokapno opečno streho.                                                                             |
|       | Hiša Spodnja Voličina 77                 | 24994              | Spodnja Voličina |                  |                  | profana stavbna dediščina  | 18. stoletje              | Enonadstropna podkletena hiša iz 18. stoletja ima petosno glavno fasado in je krita z opečno dvokapnico s polnimi čopi. |
|       | Hiša Spodnja Voličina 79                 | 24995              | Spodnja Voličina |                  |                  | profana stavbna dediščina  | začetek 19. stoletja      | Pritlična podkletena hiša iz prve polovice 19. stoletja je krita z dvokapno opečno čopasto streho s tremi poudarjenimi podstrešnimi okni. |
|       | Jančičeva kapela                         | 24612              | Spodnja Voličina |                  |                  | sakralna stavbna dediščina | konec 19. stoletja        | Neogotska kapelica z zvonikom je brez izrazite profilacije. Steno členijo vratna in dve okenski odprtini. |
|       | Kapelica na križišču                     | 1080               | Spodnja Voličina | 1992             | lokalnega pomena | sakralna stavbna dediščina | 19. stoletje              | Kapelica odprtega tipa baldahinaste oblike iz 19. stol. je pokrita s položno piramidalno streho. V centru te kapelice je nekdanje kužno znamenje, ki je ohranjeno samo v delu nad streho.                                                                  |
|       | Spomenik NOB                             | 24689              | Spodnja Voličina |                  |                  | memorialna dediščina       | sredina 20. stoletja      | Na spomeniku (visok kvader na ploščadi), odkritem leta 1956, so vklesana imena padlih domačinov, talcev in umrlih v koncetracijskih taboriščih. |
|       | Vas Spodnja Voličina                     | 1042               | Spodnja Voličina | 1992             | lokalnega pomena | naselbinska dediščina      | konec 13. stoletja        | Je obsežno deloma razloženo naselje, ki zajema vrsto zaselkov v dolini in pobočju Slovenskih goric. Središče naselja je zgoščeno ob cerkvi sv. Ruperta okoli katerega stojijo župnišče, stara šola in trgovina.                                            |
|       | Kapela pri hiši Partinje 28              | 1076               | Spodnje Partinje | 1992             | lokalnega pomena | sakralna stavbna dediščina | 19. stoletje              | Poslikano slopno znamenje z atiko stoji na podstavku iz grobo obdelanega kamna. Na spodnjem delu ima niše s podobami, v zgornjem delu je kip Marije. Slikovit primer takšnega tipa na Slovenskem iz 19. stol.                                              |
|       | Znamenje pri hiši Partinje 36            | 1077               | Spodnje Partinje | 1992             | lokalnega pomena | sakralna stavbna dediščina | konec 19. stoletja        | Profiliran slop na poudarjeni bazi ima stiliziran kapitel s preklado na kateri stoji Marija z detetom. Na nosilcu je letnica 1863. |
|       | Domačija Dvoršak                         | 25523              | Spodnji Porčič   |                  |                  | profana stavbna dediščina  | konec 19. stoletja        | Domačijo sestavljajo pritlična podkletena hiša iz druge polovice 19. stoletja, s sedemosno glavno fasado in poudarjeno stebriščno vhodno lopo ter gospodarska poslopja. Poslopja so krita z dvokapnimi opečnimi strehami.                                  |
|       | Eneolitska naselbina                     | 1026               | Spodnji Porčič   | 1992             | lokalnega pomena | arheološka dediščina       | bakrena doba              | Sledovi bakrenodobne poselitve (črepinje, konična skodela); neraziskano. |
|       | Rimskodobna gomila                       | 1058               | Spodnji Porčič   | 1992             | lokalnega pomena | arheološka dediščina       | rimska doba               | Nepoškodovana, verjetno rimskodobna gomila z višino 1,1 m in s premerom 14,7 m. |
|       | Rimskodobno gomilno grobišče             | 1025               | Spodnji Porčič   | 1992             | lokalnega pomena | arheološka dediščina       | rimska doba               | Rimskodobno gomilno grobišče; 12 delno prekopanih gomil z višinami od 0,6 do 1,6 m in s premeri od 6,9 do 11,5 m. |
|       | Šenekarjeva kapela                       | 3823               | Spodnji Žerjavci |                  |                  | sakralna stavbna dediščina | konec 19. stoleta         | Neogotska kapela iz leta 1869 ima zvonik in na vsaki strani po tri opornike, med njimi neogotska okna. V notranjosti je kip Marije z manjšo figuro angela sv. Ane. Kapela stoji na visokem kamnitem podstavku.                                             |
|       | Župečeva kapelica                        | 1872               | Spodnji Žerjavci |                  |                  | sakralna stavbna dediščina | začetek 20. stoleta       | Neoklasicistična kapelica zaprtega tipa iz prve tretjine 20. stoletja se odlikuje po kakovosti profilacije in postavitvi v prostor. |
|       | Kužno znamenje                           | 7121               | Straže           |                  |                  | sakralna stavbna dediščina | začetek 18. stoleta       | Okoli 6 m visoko znamenje iz 1712 je pozni primer tega tipa na Slovenskem. Na vrhu slopa je niša z Marijinim kipom, nad slopom je nastavek z dvema nišama. Pokrito je z neprimerno betonsko strešico.                                                      |
|       | Hiša Šetarova 4                          | 25528              | Šetarova         |                  |                  | profana stavbna dediščina  | začetek 20. stoletja      | Pritlična podkletena hiša s petosno glavno fasado in poudarjeno stebriščno vhodno lopo je krita z dvokapno opečno streho. Stavba je datirana z letnicama 1933 in 1934.                                                                                     |
|       | Hiša Šetarova 9                          | 25529              | Šetarova         |                  |                  | profana stavbna dediščina  | konec 19. stoletja        | Pritlična podkletena hiša iz druge polovice 19. stoletja s sedemosno glavno fasado in poudarjenim stebriščnim vhodom. Hiša je krita z dvokapno opečno streho.                                                                                              |
|       | Kapela na Gmajni                         | 23544              | Šetarova         |                  |                  | sakralna stavbna dediščina | začetek 20. stoleta       | Kapela z zvonikom, ki ima čebulasto streho, je grajena v postbaročni maniri. Profilirana je na vogalih in pod streho. Okni sta rahlo zašiljeni. V notranjosti je kip Marije.                                                                               |
|       | Rimskodobni gomili                       | 1031               | Šetarova         | 1992             | lokalnega pomena | arheološka dediščina       | rimska doba               | Rimskodobni gomili; eno so razkopali domačini pri odkopavanju štorov in pri tem našli pepelnico in grobne pridatke (lončenina, steklen vrček, oljenki, zapestnica), druga gomila je bila raziskovana 1930 (prazen grob, sestavljen iz kamnitih plošč).     |
|       | Turkova kapela                           | 22050              | Šetarova         |                  |                  | sakralna stavbna dediščina | začetek 20. stoleta       | Preprosta kapelica zaprtega tipa je brez profilacije, ima poslikano trikotno čelo in profiliran podstrešni venec. V kapelici je Marijin kip. Domnevni čas nastanka je prva polovica 20. stoletja.                                                          |
|       | Hiša Vinička vas 31                      | 25531              | Vinička vas      |                  |                  | profana stavbna dediščina  | 19. stoletje              | Enonadstropna podkletena stavba iz 19. stol. s petosno glavno fasado, krita z dvokapno opečno streho ima razporeditev vinogradniške stavbe: stanovanjski del, prostor s prešo in vinsko klet.                                                              |
|       | Hiša Vinička vas 32                      | 25532              | Vinička vas      |                  |                  | profana stavbna dediščina  | začetek 19. stoletja      | Pritlična podkletena hiša s petosno glavno fasado, krita z opečno čopasto dvokapnico, je datirana z letnico 1818 na kamnitem vhodnem portalu. |
|       | Murkova kapela                           | 6441               | Vinička vas      |                  |                  | sakralna stavbna dediščina | začetek 20. stoleta       | Kapelica ima trikotno čelo in gladko profilacijo. V notranjščini je kip Marije. Nastala je domnevno na začetku 20. stoletja. |
|       | Viničarija Vinička vas 22                | 25533              | Vinička vas      |                  |                  | profana stavbna dediščina  | 19. stoletje              | Iz kamna zidana, ometana stavba s salonitno streho. Zidanica, ki izvira iz 19. stol. ima tipično razporeditev: bivalni del s črno kuhinjo, prostor, kjer je nekoč stala preša in obokano vinsko klet.                                                      |
|       | Borov križ                               | 1078               | Zamarkova        | 1992             | lokalnega pomena | sakralna stavbna dediščina | začetek 17. stoleta       | Zidano znamenje na trikotni ploskvi ima na čelni strani nišo z ostanki poslikave. Nosi letnico 1610 in letnici obnove 1815, 1887. Na znamenju so baročno oblikovane vaze in stolp s kardinalskim križem.                                                   |
|       | Gomila Švicarski dvor                    | 1061               | Zamarkova        | 1992             | lokalnega pomena | arheološka dediščina       | rimska doba               | Časovno neopredeljena in neraziskana gomila. |
|       | Hiša Zamarkova 2                         | 25534              | Zamarkova        |                  |                  | profana stavbna dediščina  | konec 19. stoletja        | Pritlična podkletena hiša iz druge polovice 19. stol., s sedemosno glavno fasado in kamnoseško bogato izdelanim vhodnim portalom v srednji osi, je krita z dvokapno opečno streho.                                                                         |
|       | Rimskodobno gomilno grobišče Babič       | 1010               | Zamarkova        | 1992             | lokalnega pomena | arheološka dediščina       | rimska doba               | Rimskodobno gomilno grobišče; tri gomile z višinami od 0,5 do 3,3 m in s premeri od 5,7 do 25 m. |
|       | Rimskodobno gomilno grobišče Črni les    | 1033               | Zamarkova        | 1992             | lokalnega pomena | arheološka dediščina       | rimska doba               | Rimskodobno gomilno grobišče; štiri nepoškodovane gomile z višinami od 0,4 do 1,2 m in s premeri od 12 do 15 m. |
|       | Rimskodobno gomilno grobišče Toplak-Kegl | 21808              | Zamarkova        |                  |                  | arheološka dediščina       | rimska doba               | V gozdu med nekdanjima kmetijama Toplak in Kegl leži šest rimskodobnih gomil. Vse gomile imajo v središčnem delu vidne znake kopanja. Velikost gomil: premeri od 10 do 15 m, višine od 0,50 do 1,5 m.                                                      |
|       | Šenvetrova kapelica                      | 22053              | Zamarkova        |                  |                  | sakralna stavbna dediščina | konec 19. stoleta         | Kapelica brez profilacije stoji sredi naravnega okolja in ustvarja kvaliteten ambient. Nastanek verjetno okoli leta 1900. |
|       | Znamenje pri hiši Zamarkova 18           | 22054              | Zamarkova        |                  |                  | sakralna stavbna dediščina | stedina 18. stoleta       | Baročni kip sv. Boštjana iz leta 1744 stoji na meter visokem podstavku. Predstavlja visoko kvalitetno baročno delo štajerskega umetnika. Na podstavku je napis: Petau 1744.                                                                                |
|       | Hiša Zavrh 41                            | 28746              | Zavrh            | 2011.            | lokalnega pomena | profana stavbna dediščina  | 19. stoletje              | Pritlična, delno podkletena cimprana hiša, krita s strmo čopasto slamnato streho. Kamnita klet je obokana. Notranji prostori so tradicionalno razporejeni: veža in črna kuhinja v srednji osi, velika soba (hiša) na levi in štibelc na desni strani veže. |
|       | Kapelica pri hiši Zavrh 71               | 1079               | Zavrh            | 1992             | lokalnega pomena | sakralna stavbna dediščina | 18. stoletje              | Kapelica centralnega tlorisa z baročno oblikovano streho in zvonikom ima fasado členjeno s plitvimi polkrožnimi nišami. Datiramo jo v 18. stoletje. |
|       | Kocbekova kapelica                       | 22055              | Zavrh            |                  |                  | sakralna stavbna dediščina | konec 19. stoletja        | Neogotska kapelica Lurške Matere božje je iz leta 1885. V notranjščini je Marijin kip. |
|       | Spominska hiša Zavrh 42                  | 1099               | Zavrh            | 1992             | lokalnega pomena | memorialna dediščina       | začetek 20. stoletja      | V Štupicovi vili je občasno bival general Maister. Na pročelju vile je njegov relief, v mansardi je od leta 1986 urejena spominska soba. |
|       | Viničarija Zavrh 6                       | 1096               | Zavrh            | 1992             | lokalnega pomena | profana stavbna dediščina  | začetek 19. stoletja      | Lesena, ometana, pobeljena, delno podkletena stavba, krita s slamnato streho. Na hišnem tramu je vrezana letnica 1815. |
|       | Gradič Štralek                           | 25540              | Zgornja Voličina |                  |                  | profana stavbna dediščina  | 16. stoletje              | Stavba z mogočnim kletnim delom, krita z opečno dvokapno streho, je bila zgrajena na mestu gradiča Štralek, ki je bil v 2. polovici 19. stol. spremenjen v domačijo. Kletni del s poznogotskimi kamnitimi portali iz 16. stoletja je ostanek gradiča.      |
|       | Partizanska bolnišnica Cafa              | 1101               | Zgornja Voličina | 1992             | lokalnega pomena | profana stavbna dediščina  | sredina 20. stoletja      | Leta 1944 je pri kmetu Francu Smrdelju delovala zasilna partizanska bolnišnica. Nanjo spominjata spominska plošča in bunker. |
|       | Spomenik Eli Kristl-Tanji                | 1100               | Zgornja Voličina | 1992             | lokalnega pomena | memorialna dediščina       | konec 20. stoletja        | V boju z Nemci je dne 4.12.1944 padla aktivistka OF Ela Kristl-Tanja. Leta 1972 so ji posvetili kamnit spomenik. |
|       | Vogrinova kapela                         | 22068              | Zgornja Voličina |                  |                  | sakralna stavbna dediščina | začetek 20. stoletja      | Kapelica z zvonikom je brez profilacije in je bila zgrajena v zahvalo za srečno vrnitev očeta iz prve svetovne vojne. V notranjščini je Jezusov kip. |
|       | Znamenje                                 | 1081               | Zgornja Voličina | 1992             | lokalnega pomena | sakralna stavbna dediščina | sredina 17. stoletja      | Slopno zidano znamenje iz leta 1659 ima v zgornjemdelu štiri globoke polkrožno zaključene niše. Postavljeno je v spomin na gospoda Cristoffa Andresfurterja.                                                                                               |
|       | Purgajev križ                            | 22063              | Zgornji Žerjavci |                  |                  | sakralna stavbna dediščina | 19. stoletje              | Križ z Križanim iz 19. stoletja in Marijo pod njim stoji na visokem podstavku. Ob straneh sta stebra s simboli rokodelcev. Okoli cele kompozicije je ograja iz debele kovane verige.                                                                       |
|       | Rimsko gomilno grobišče                  | 1037               | Zgornji Žerjavci |                  |                  | arheološka dediščina       | rimska doba               | Skupina 17, večinoma nepoškodovanih rimskih gomil na parcelni št. 614, z višinami od 0,4 do 1,2 m in premeri od 7 do 14 m. |
|       | Rimskodobno gomilno grobišče Plojev gozd | 1038               | Zgornji Žerjavci |                  |                  | arheološka dediščina       | rimska doba               | Rimskodobno gomilno grobišče; 21 večinoma nepoškodovanih gomil v gruči z višinami od 0,2 do 0,8 m in s premeri od 4,4 do 9 m. |
|       | Znamenje Marijinega kronanja             | 9400               | Zgornji Žerjavci |                  |                  | sakralna stavbna dediščina | 18. stoletje              | Baročno trikotno zanamenje ima tri poslikane niše, v katerih so upodobljeni sv. Martin, sv. Jurij in Marijino oznanjenje. |